# U-145 (1940)
U-145 – niemiecki okręt podwodny (U-Boot) typu II D z okresu II wojny światowej. Okręt wszedł do służby w październiku 1940 roku. 

## Historia
Wykorzystywany głównie jako jednostka szkolna. Odbył trzy patrole bojowe, podczas których nie zatopił żadnej jednostki przeciwnika.
Poddany 5 maja 1945 roku na wyspie Helgoland, przebazowany z Wilhelmshaven do Loch Ryan w Szkocji. Zatopiony ogniem artyleryjskim w nocy z 21 na 22 grudnia 1945 roku podczas operacji Deadlight.